# Opossums
De opossums of buidelratten (Didelphidae) vormen een familie van buideldieren, de enige overlevende familie van de zoogdierorde Didelphimorphia. Van de drie groepen buideldieren op het Amerikaanse continent zijn de opossums het soortenrijkst, met 125 soorten in 18 geslachten. Zij hebben bovendien het grootste verspreidingsgebied: opossums komen voor van Canada tot Patagonië.

## Ontdekking en naamgeving
Opossums waren de eerste buideldieren waarmee Europeanen in aanraking kwamen en een van de eerste dieren uit de Nieuwe Wereld die mee terug werden genomen naar Europa. Aan het eind van de vijftiende eeuw ontdekte de Spaanse ontdekkingsreiziger Vicente Pinzón in Brazilië een vrouwelijke buidelrat met een jong in de buidel. Hij nam het dier mee naar Ferdinand II van Aragon en Isabella I van Castilië.
Het was John Smith, de stichter van Jamestown, die voor het eerst een opossum in het Engels beschreef en de naam "opossum" gebruikte, een verbastering van het Algonkische apasum, wat "wit dier" betekent.

## Kenmerken
Opossums zijn kleine tot middelgrote zoogdieren. De kleinste soort is de in 2004 ontdekte Chacodelphys formosa, met een kop-romplengte van ongeveer 6,8 cm. De grootste soort is de Virginiaanse opossum (Didelphis virginiana), die tot 55 cm lang en 5,5 kg zwaar kan worden. De staart van de buidelratten is dikwijls langer dan het lichaam. Veel opossums groeien hun hele leven lang, waardoor er grote variatie is in grootte. Over het algemeen zijn mannetjes groter dan vrouwtjes.
Opossums hebben een lange, spitse snuit met lange snorharen. Het gezichtsvermogen is over het algemeen goed ontwikkeld. De meeste soorten hebben bolle kraalogen, wat duidt op een nachtelijke leefwijze. Het gehoor is eveneens goed ontwikkeld. De kale oren zijn constant in beweging. De poten hebben vijf tenen. De grote teen aan de achterpoot is opponeerbaar.
De vachtkleur varieert van grijsachtig tot bruin of zelfs goudkleurig. Sommige soorten hebben een gezichtsmasker of strepen. De ronde staart is over het algemeen kaal of dunbehaard, met alleen vacht aan de basis. Veel soorten buidelratten hebben een grijpstaart.
Ondanks de naam ontwikkelen niet alle soorten buidelratten een buidel. Bij sommige soorten ontbreekt de buidel geheel, of bestaat hij uit niet meer dan twee huidplooien aan de onderbuik. De penis van een mannetje is gevorkt zodat er meer sperma bij de vrouwtjes komt. Het scrotum is vaak opvallend gekleurd.
De tandformule is voor alle soorten 5.1.3.44.1.3.4.

## Verspreiding en leefgebied
Opossums hebben een groot verspreidingsgebied. Zij komen voor over vrijwel geheel Midden- en Zuid-Amerika. De zuidelijkst levende opossum, Lestodelphys halli, leeft in Patagonië tot ongeveer 47°ZB. De Virginiaanse opossum is het enige buideldier in Noord-Amerika: hij komt van nature voor in de gehele Verenigde Staten ten oosten van de Rocky Mountains. De oorspronkelijke noordgrens van zijn verspreidingsgebied reikte eerst niet verder dan Virginia en Ohio, maar hij heeft zijn areaal sinds de Europese kolonisatie noordwaarts kunnen verbreiden tot in Ontario, Canada. Deze soort is tevens in 1890 geïntroduceerd langs de westkust van de Verenigde Staten, waardoor hij nu ook daar voorkomt, van Zuid-Californië tot Zuid-Canada.
Binnen het verspreidingsgebied komen zij in vrijwel alle habitats voor: gematigde loofwouden, tropische wouden, graslanden, berggebieden en bij menselijke nederzettingen. Vooral in de tropen overlappen verspreidingsgebieden. Zo komen in Paracou, Frans-Guyana, wel twaalf soorten voor. Doordat de verscheidene soorten opossums andere vegetatielagen bewonen, wordt voedselconcurrentie tussen soorten voorkomen. Soms passen de dieren hun gedrag aan om concurrentie te voorkomen.

## Leefwijze
Opossums zijn nachtactieve dieren. Het zijn voornamelijk opportunistische omnivoren, maar enkele soorten hebben een meer gespecialiseerd carnivoor of insectivoor dieet. De wolbuidelratten (Caluromyinae) voeden zich enkel met vruchten en nectar. De meeste opossums zijn goede klimmers. Veel soorten besteden veel tijd in bomen, maar een aantal leeft voornamelijk op de grond. Één soort, de wateropossum of yapok (Chironectes minimus), is gebonden aan het water. De boombewonende soorten gebruiken hun staart als grijpstaart. Zij gebruiken hem als extra grip bij het bewegen door de takken en kunnen er zelfs met het gehele gewicht aan hangen.
Opossums zijn solitair. In tijden van voedselschaarste kunnen meerdere dieren op dezelfde plaats voorkomen, maar er is doorgaans geen sociale interactie tussen individuen. Als dieren te dichtbij komen, kunnen zij agressief gedrag vertonen, bestaande uit al sissend dreigen met de bek opengesperd. Vaak zullen de dieren vervolgens hun weg vervolgen, maar vooral bij mannetjes kan dit agressief gedrag aanhouden, waarbij het gesis overgaat van gegrom in gegil.
Opossums verdedigen geen territorium. Zij kennen wel een vast woongebied, dat kan overlappen met het woongebied van andere leden van dezelfde soort. Binnen dit woongebied hebben zij vaak meerdere tijdelijke nesten van bladeren en gras, die ook door andere individuen binnen het woongebied gebruikt worden. Vooral mannetjes opossums leggen geurvlaggen aan om hun aanwezigheid kenbaar te maken. Veel soorten hebben goed ontwikkelde geurklieren op de borst, waarmee zij objecten markeren. Bij verscheidene soorten, waaronder de Virginiaanse opossum, grijze vieroogopossum (Philander opossum) en huisbuidelspitsmuis (Monodelphis domestica), is ook waargenomen dat zij objecten ook met speeksel besmeren. Over het algemeen leggen de meer carnivore soorten dagelijks grotere afstanden af binnen hun woongebied dan de meer herbivore soorten. In de paartijd zijn mannetjes actiever dan gebruikelijk, terwijl vrouwtjes meer in de buurt van hun nest blijven.

### Voortplanting en levensduur

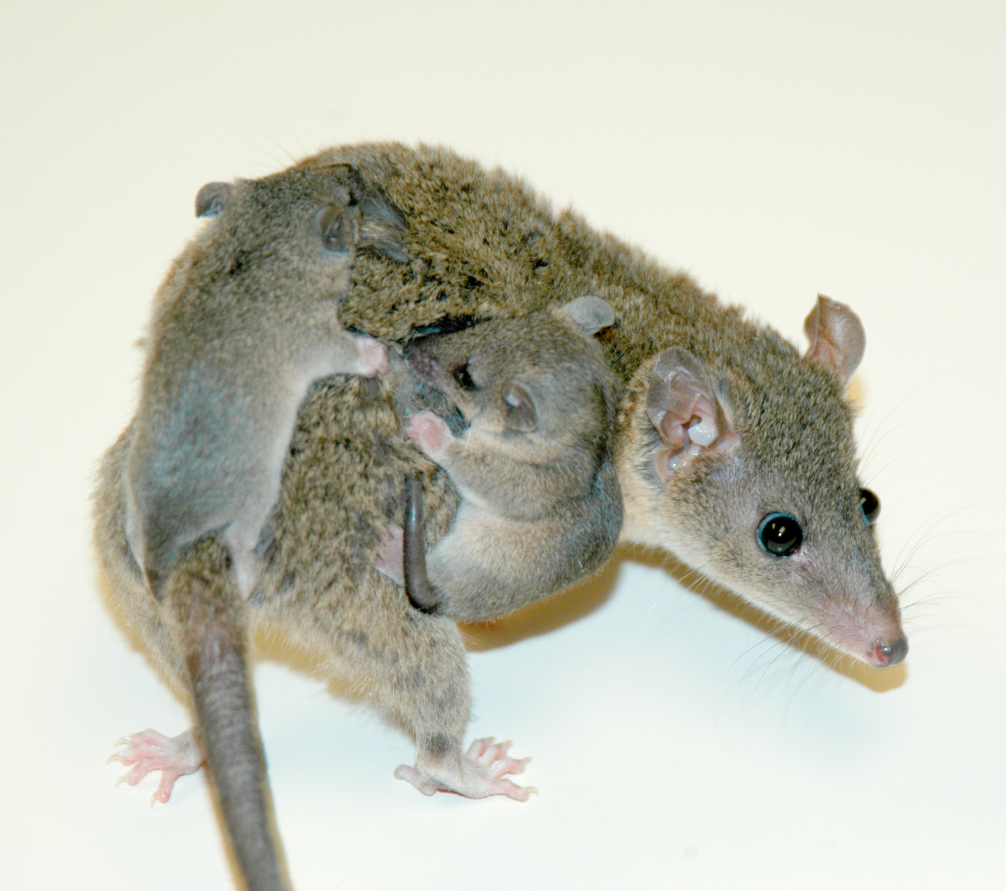
Huisbuidelspitsmuis met jongen. Net als andere buidelspitsmuizen heeft de huisbuidelspitsmuis geen buidel.
(Monodelphis domestica)

De paring gaat niet gepaard met uitbundig baltsvertoon. Het mannetje benadert het vrouwtje met een klikkende roep. Als het vrouwtje bronstig is, zal een paring volgen, al dan niet eerst voorafgegaan door een achtervolging. Een niet-paarbereid vrouwtje zal het mannetje uit de weg gaan of agressief gedrag vertonen. De paring kan vrij lang duren. Van de dwergbuidelrat Marmosa robinsoni is bekend dat een paring tot zes uur kan duren.
Opossums uit tropische regenwouden planten zich waarschijnlijk het gehele jaar voort. Bij de meeste andere soorten lijkt de voortplanting seizoensgebonden te zijn. De jongen worden gespeend op het moment dat het voedselaanbod het grootst is. Bij de Virginiaanse opossum verlaten de jongen van de eerste worp de buidel in de lente, en bij tropische soorten bij het aanbreken van de regentijd. Binnen één seizoen krijgen opossums tot drie worpen. Omdat aan het eind van het seizoen het voedselaanbod weer afneemt, lopen de jongen van de laatste worp het grootste risico om te sterven voor het spenen.
De voortplanting is typisch voor buideldieren. De draagtijd is kort en de ontwikkeling van het jong vindt voornamelijk plaats tijdens de zoogtijd. Bij de geboorte zijn de jongen zeer klein, ongeveer 1 cm lang en 0,13 gram zwaar. Veel soorten hebben een buidel, maar ontbreekt onder andere bij de dwergbuidelratten, Marmosa, en de buidelspitsmuizen, Monodelphis. Opossums staan bekend om hun grote worpen: Virginiaanse opossums krijgen bijvoorbeeld gemiddeld 21 jongen per worp. Een vrouwtje van deze soort heeft echter meestal niet meer dan dertien tepels. De jongen die geen tepel weten te bereiken, zullen al snel sterven. Het aantal jongen per worp verschilt per soort en binnenin een soort. Worpen zijn kleiner bij oudere vrouwtjes en bij worpen die later in het seizoen plaatsvinden. Voor de Virginiaanse en Midden-Amerikaanse opossum (Didelphis marsupialis) geldt dat de worpgrootte afneemt naarmate de dieren op een lagere breedtegraad leven. Sommige soorten, waaronder de wolbuidelratten van het geslacht Caluromys en de grijze vieroogopossum (Philander opossum), kennen een relatief kleine worpgrootte van 3 tot 5 jongen.
Het vrouwtje draagt de jongen tussen de 70 en 125 dagen bij zich. Eerst blijven de jongen aan de tepel, maar als zij meer ontwikkeld zijn, verlaten zij vaker de buidel. Als de jongen zijn gespeend, worden zij al snel onafhankelijk. Na zes tot tien maanden zijn de jongen geslachtsrijp.
Opossums worden niet oud. Veel individuen van kleinere soorten zullen maar één voortplantingsseizoen meemaken, en ook grotere soorten als de Virginiaanse opossum worden in het wild zelden meer dan twee jaar oud.

## Evolutie
De buidelratten zijn de enige nog levende vertegenwoordigers van de orde Didelphimorphia, een groep buideldieren die ontstond in het Noord-Amerika van het Laat-Krijt. De familie duikt in het fossiele bestand voor het eerst op in het Vroeg-Paleoceen van Zuid-Amerika. In die periode raakte Zuid-Amerika geïsoleerd van Noord-Amerika. Verscheidene buideldierengroepen ontstonden toen, waaronder de Sparassodonta. De meeste groepen stierven uit toen met het ontstaan van de landengte van Panama in het Plioceen, drie miljoen jaar geleden, zoogdieren als de roofdieren Zuid-Amerika konden koloniseren. De buidelratten wisten echter stand te houden en vestigden zich in Centraal- en Noord-Amerika.

## Taxonomie
De opossums vormen met enkele nauw verwante uitgestorven families en soorten de orde Didelphimorphia. Zij worden soms samen met de kleine opossummuizen (orde Paucituberculata) verenigd in een superorde, Ameridelphia, die vrijwel alle recente Amerikaanse buideldieren omvat, de monito del monte (Dromiciops gliroides) uitgezonderd.
De taxonomie van de opossums is bijzonder instabiel. Het aantal erkende soorten is toegenomen van 63 in 1993 (vorige editie Mammal Species of the World) naar 97 in 2005, een stijging van 54%. Dat is de hoogste stijging voor elke zoogdierorde van fatsoenlijke omvang (enkel de kleine familie der mierenegels kende een grotere groei). Tussen 2005 en 2022 is dit aantal nog verder toegenomen en inmiddels worden 125 soorten erkend. Binnen de opossums is de grootste groei te zien bij de Gracilinanus-Chacodelphys-Hyladelphys-Cryptonanus-groep (in 1993 allemaal tot Gracilinanus gerekend), van 6 naar 13; Thylamys, van 5 naar 10; en Marmosops, van 9 naar 15. Verder zijn grenzen tussen soorten vaak nog steeds onduidelijk en worden er nog sterke stijgingen verwacht, zoals in de Marmosa murina-groep.
De familie omvat tegenwoordig ongeveer 125 soorten in 18 geslachten:
- Onderfamilie Caluromyinae
  - Geslacht Caluromys
    - Ondergeslacht Caluromys
      - Gele wolhaarbuidelrat (Caluromys philander)

    - Ondergeslacht Mallodelphys
      - Derbywolhaarbuidelrat (Caluromys derbianus)
      - Rode wolhaarbuidelrat (Caluromys lanatus)

- - Geslacht Caluromysiops
    - Gekraagde wolhaarbuidelrat (Caluromysiops irrupta)

- Onderfamilie Glironiinae
  - Geslacht Glironia
    - Pluimstaartbuidelrat (Glironia venusta)

- Onderfamilie Hyladelphinae
  - Geslacht Hyladelphys
    - Hyladelphys kalinowskii

- Onderfamilie Didelphinae
  - Tribus Marmosini
    - Geslacht Marmosa
      - Ondergeslacht Eomarmosa
        - Marmosa rubra

      - Ondergeslacht Exulomarmosa
        - Marmosa isthmica
        - Mexicaanse dwergbuidelrat  (Marmosa mexicana)
        - Marmosa robinsoni
        - Marmosa simonsi
        - Marmosa xerophila
        - Marmosa zeledoni

      - Ondergeslacht Marmosa
        - Marmosa macrotarsus
        - Aeneasrat  (Marmosa murina)
        - Marmosa tyleriana
        - Marmosa waterhousei

      - Ondergeslacht Micoureus
        - Marmosa adleri
        - Alstondwergbuidelrat (Marmosa alstoni)
        - Marmosa constantiae
        - Grauwe dwergbuidelrat (Micoureus demerarae)
        - Marmosa germana
        - Marmosa jansae
        - Marmosa nicaraguae
        - Grijze dwergbuidelrat (Micoureus paraguayana)
        - Marmosa parda
        - Marmosa perplexa
        - Marmosa phaea
        - Marmosa rapposa
        - Marmosa rutteri

      - Ondergeslacht Stegomarmosa
        - Marmosa andersoni
        - Marmosa lepida

    - Geslacht Monodelphis
      - Ondergeslacht Microdelphys
        - Gestreepte buidelspitsmuis (Monodelphis americana)
        - Monodelphis gardneri
        - Monodelphis iheringi
        - Monodelphis scalops

      - Ondergeslacht Monodelphiops
        - Monodelphis dimidiata
        - Monodelphis unistriata

      - Ondergeslacht Monodelphis
        - Monodelphis arlindoi
        - Monodelphis brevicaudata
        - Huisbuidelspitsmuis (Monodelphis domestica)
        - Monodelphis glirina
        - Monodelphis palliolata
        - Monodelphis sanctaerosae
        - Monodelphis touan
        - Monodelphis vossi

      - Ondergeslacht Mygalodelphys
        - Monodelphis adusta
        - Monodelphis handleyi
        - Monodelphis kunsi
        - Monodelphis osgoodi
        - Monodelphis peruviana
        - Monodelphis pinocchio
        - Monodelphis reigi
        - Monodelphis ronaldi
        - Monodelphis saci

      - Ondergeslacht Pyrodelphys
        - Monodelphis emiliae

    - Geslacht Tlacuatzin
      - Tlacuatzin balsasensis
      - Tlacuatzin canescens
      - Tlacuatzin gaumeri
      - Tlacuatzin insularis
      - Tlacuatzin sinaloae

  - Tribus Metachirini
    - Geslacht Metachirus
      - Metachirus aritanai[3]
      - Metachirus myosuros
      - Kaalstaartbuidelrat (Metachirus nudicaudatus)

  - Tribus Didelphini
    - Geslacht Chironectes
      - Wateropossum (Chironectes minimus)

    - Geslacht Didelphis
      - Witooropossum (Didelphis albiventris)
      - Didelphis aurita
      - Didelphis imperfecta
      - Midden-Amerikaanse opossum (Didelphis marsupialis)
      - Didelphis pernigra
      - Noord-Amerikaanse opossum (Didelphis virginiana)

    - Geslacht Lutreolina
      - Dikstaartbuidelrat (Lutreolina crassicaudata)
      - Lutreolina massoia

    - Geslacht Philander
      - Philander andersoni
      - Philander canus
      - Philander deltae
      - Zwarte vieroogbuidelrat (Philander mcilhennyi)
      - Philander melanurus
      - Philander nigratus
      - Grijze vieroogbuidelrat (Philander opossum)
      - Philander pebas
      - Philander quica
      - Philander vossi

  - Tribus Thylamyini
    - Geslacht Chacodelphys
      - Chacodelphys formosa

    - Geslacht Cryptonanus
      - Cryptonanus agricolai
      - Cryptonanus chacoensis
      - Cryptonanus guahybae
      - Cryptonanus unduaviensis

    - Geslacht Gracilinanus
      - Boliviaanse slanke buidelrat (Gracilinanus aceramarcae)
      - Gracilinanus agilis
      - Gracilinanus dryas
      - Gracilinanus emiliae
      - Gracilinanus marica
      - Gracilinanus microtarsus
      - Gracilinanus peruanus

    - Geslacht Lestodelphys
      - Patagonische buidelrat (Lestodelphys halli)

    - Geslacht Marmosops
      - Ondergeslacht Marmosops
        - Marmosops caucae
        - Marmosops creightoni
        - Marmosops incanus
        - Marmosops noctivagus
        - Marmosops ocellatus
        - Marmosops paulensis
        - Marmosops soinii

      - Ondergeslacht Sciophanes
        - Marmosops bishopi
        - Marmosops carri
        - Marmosops chucha
        - Marmosops fuscatus
        - Marmosops handleyi
        - Marmosops invictus
        - Marmosops juninensis
        - Marmosops magdalenae
        - Marmosops marina
        - Marmosops ojastii
        - Marmosops pakaraimae
        - Marmosops parvidens
        - Marmosops pinheiroi
        - Marmosops woodalli

    - Geslacht Thylamys
      - Ondergeslacht Thylamys
        - Thylamys elegans
        - Thylamys macrurus
        - Thylamys pallidior
        - Thylamys pusillus
        - Thylamys sponsorius
        - Thylamys tatei
        - Thylamys venustus

      - Ondergeslacht Xerodelphys
        - Thylamys karimii
        - Thylamys velutinus

### Fossiele soorten
- Geslacht Coona†
- Geslacht Incadelphys†
  - Incadelphys antiquus†
- Geslacht Itaboraidelphys†
  - Itaboraidelphys camposi†
- Geslacht Marmosopsis†
  - Marmosopsis juradoi†
- Geslacht Mizquedelphys†
  - Mizquedelphys pilpinensis†
- Onderfamilie Eobrasiliinae†
  - Geslacht Didelphopsis†
    - Didelphopsis cabrerai†

  - Geslacht Eobrasilia†
    - Eobrasilia coutoi†

  - Geslacht Gaylordia†
    - Gaylordia doelloi†
    - Gaylordia macrocynodonta†

  - Geslacht Tiulordia†
    - Tiulordia florensi†
- Onderfamilie Wolhaarbuidelratten (Caluromyinae)
  - Geslacht Pachybiotherium†
- Onderfamilie Didelphinae
  - Geslacht Zygolestes†
    - Zygolestes entremanus†
    - Zygolestes paramensis†
    - Zygolestes reigi†

  - Thylamys-groep
    - Geslacht Thylamys
      - Thylamys reigi†

    - Geslacht Thylatheridium†
      - Thylatheridium cristatum†
      - Thylatheridium dolgopolum†
      - Thylatheridium hodsoni†

  - "Grote 2n=22-opossums" (Didelphini)
    - Geslacht Hyperdidelphys†
      - Hyperdidelphys pattersoni†

    - Geslacht Thylophorops†